# نادي غزل المحلة
نادي غزل المحلة أحد أندية كرة القدم في مصر، أنشئ في العام 1936 بعد إنشاء شركة مصر للغزل والنسيج بالمحلة الكبرى كشركة وطنية مصرية بقيادة الاقتصادي الوطني الراحل طلعت حرب وبدأت ممارسة الكرة بين بعض الخبراء الإنجليز الذين يعملون بالشركة مع بعض العمال المصريين ثم كان إنشاء استاد الغزل في عام 1947 ليشارك الفريق الخاص بالشركة في دوري الشركات في ذلك الوقت ثم بدأت مشاركاته في الدوري الممتاز.
بحكم وجوده في مدينة كبيرة مثل مدينة المحلة الكبرى أصبح له جماهيره في المحلة الكبرى وما يتبعها من قرى، وهو من الأندية القلائل الذين أحرزوا لقب الدوري العام ولعب في الدوري المصري الممتاز 44 مرة، ساهم المحلة بكثير من المواهب لمنتخب مصر مثل وائل جمعة ومحمود فتح الله وأحمد المحمدي ومحمد عبد الشافي من ناشئي النادي، كما أن شوقي غريب مدرب المنتخب الوطني السابق ومدرب المنتخب الأوليمبي حاليا هو أحد أبناء هذا النادي، كما أن النادي يملك لاعبين في منتخب الشباب 2001 الذي حصل على المركز الثالث في كأس العالم للشباب تحت 20 سنة 2001 مثل محمد العتراوي.

## الديربي
ديربي المحلة أو هي المباراة التي تجمع بين فريقي نادي بلدية المحلة ونادي غزل المحلة، وهما الناديين الأكثر شعبية في المحلة، ودائمًا ما تكون مليئة بالحماس والإثارة سواء من اللاعبين أو من الجمهور.

## إنجازاته

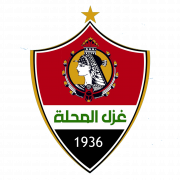
شعار نادي غزل المحلة القديم

تاريخ غزل المحلة يشهد له بالعديد من الإنجازات فقد فاز ببطولة الدوري موسم 72/1973 بقيادة الجيل الذهبي للمحلة ومن نجومه السياجي وعبد الرحيم خليل وعماشة وعبد الدايم وعمر عبد الله وعبد الستار علي كما وصل فريق المحلة إلى نهائي البطولة الأفريقية للأندية أبطال الدوري في عام 1974 ولكنه خرج من البطولة بعد الهزيمة المفاجئة أمام كارا الكونغولي ووصل بعد ذلك للدور قبل النهائي من نفس البطولة وأيضاً في البطولة الأفريقية للأندية أبطال الكؤوس أكثر من مرة، كان لنادي غزل المحلة شرف الوصول إلى المباراة النهائية لكأس مصر ست مرات ولكن الحظ لم يسعفه للفوز بالكأس أبدا.
كما شارك في البطولة العربية للأندية أبطال الكأس في تونس عام 1996 وحصل على المركز الثالث قبل أن يصاب بهزة عنيفة أسقطت الفريق إلى دوري الدرجة الأولى موسم 96/1997 عاد بعدها ولكنه كرر السيناريو في موسم 1999/2000 قبل أن يصعد مرة أخرى في الموسم التالي.

### البطولات
- الدوري المصري الممتاز: البطل مرة واحدة
  - 1972–73[3]

الوصيف مرة واحدة
- - موسم: 1975/1976

المركز الثالث خمس مرات
- - 1978/1979، 1987/1988، 1988/1989، 1991/1992، 1992/1993
- كأس مصر: النهائي 6 مرات
  - مواسم: 1975, 1979, 1986,1993, 1995, 2001
- كأس السوبر المصري: النهائي 1
  - 2001
- كأس الاتحاد المصري: البطل 1
  - 1994
- دوري أبطال أفريقيا: النهائي مرة واحدة
  - 1974

- كأس الرابطة المصرية : النهائى مرة واحدة
- 2022
- نصف النهائي مرة واحدة
  - 1975

### الدوري المصري
| م  | الفريق             | لعب | ف | ت  | خ  | أ.له | أ.ع | أ.ف | نقاط | التأهل أو الهبوط                      |
| -- | ------------------ | --- | - | -- | -- | ---- | --- | --- | ---- | ------------------------------------- |
| 14 | سيراميكا كليوباترا | 34  | 7 | 16 | 11 | 34   | 41  | −7  | 37   |                                       |
| 15 | غزل المحلة         | 34  | 7 | 15 | 12 | 26   | 37  | −11 | 36   |                                       |
| 16 | الجونة             | 34  | 9 | 9  | 16 | 33   | 46  | −13 | 36   | يهبط إلى الدوري المصري الدرجة الثانية |

## قائمة اللاعبون[4]
أخر تحديث بتاريخ 27 أكتوبر 2021

ملاحظة: تشير الأعلام إلى المنتخب بحسب قواعد الأهلية المعتمدة من قبل الفيفا؛ تنطبق بعض الاستثناءات المحدودة. وقد يحمل اللاعبون أكثر من جنسية لا تعترف بها الفيفا.
| الرقم | البلد      | المركز | اللاعب               |
| ----- | ---------- | ------ | -------------------- |
| 2     | مصر        | مدافع  | محمد فتح الله كماتشو |
| 5     | مصر        | مدافع  | خالد سامي            |
| 5     | مصر        | مدافع  | محمود علاء القطامي   |
| 6     | مصر        | مدافع  | هاني عادل            |
| 7     | مصر        | وسط    | هشام عادل نبوي       |
| 8     | مصر        | وسط    | أشرف السيد           |
| 9     | مالي       | مهاجم  | مالك توريه           |
| 10    | مصر        | وسط    | أحمد الشيخ           |
| 11    | ساحل العاج | وسط    | إبراهيما كونيه       |
| 12    | مدغشقر     | وسط    | بولان فوافي          |
| 13    | مصر        | حارس   | عمرو شعبان           |
| 14    | مصر        | وسط    | خالد الأخميمي        |
| 15    | مصر        | وسط    | إبراهيم صلاح         |

| الرقم | البلد   | المركز | اللاعب          |
| ----- | ------- | ------ | --------------- |
| 16    | مصر     | حارس   | محمود الحضري    |
| 17    | مصر     | مدافع  | يحيي حامد       |
| 18    | مصر     | مدافع  | السيد الشبراوي  |
| 20    | مصر     | وسط    | ايهاب سمير      |
| 22    | مصر     | وسط    | بسام ماهر       |
| 22    | مصر     | مهاجم  | أحمد غنيم       |
| 25    | تنزانيا | وسط    | حميد ماو        |
| 26    | مصر     | مدافع  | محمد بازوكا     |
| 27    | مصر     | وسط    | محمد محمود غلوش |
| 30    | مصر     | مدافع  | معاذ الحناوي    |
| 36    | مصر     | وسط    | أحمد النادري    |
| 99    | مصر     | مهاجم  | عبده يحيى       |
|       | مصر     | وسط    | أحمد السيد غريب |

تحت السن

ملاحظة: تشير الأعلام إلى المنتخب بحسب قواعد الأهلية المعتمدة من قبل الفيفا؛ تنطبق بعض الاستثناءات المحدودة. وقد يحمل اللاعبون أكثر من جنسية لا تعترف بها الفيفا.
| الرقم | البلد | المركز | اللاعب          |
| ----- | ----- | ------ | --------------- |
| 34    | مصر   | مهاجم  | عبد الرحمن عاطف |
| 35    | مصر   | مدافع  | محمد عبد القادر |
| 77    | مصر   | وسط    | حسام حسن        |

| الرقم | البلد | المركز | اللاعب       |
| ----- | ----- | ------ | ------------ |
|       | مصر   | مدافع  | مصطفى العش   |
|       | مصر   | وسط    | أمير إسماعيل |
|       | مصر   | مهاجم  | وليد مصطفى   |

## قائمة رؤساء شركة غزل المحلة لكرة القدم
- علي العباسي (10 ديسمبر 2020 - 1 سبتمبر 2022). أول من تولى منصب الرئيس في الشركة الجديدة للنادى.
- أسامة خليل (1 سبتمبر 2022- حتى الآن)
- وليد خليل